# Piacenza Sportiva 1939-1940
Questa pagina raccoglie le informazioni riguardanti il Piacenza Sportiva nelle competizioni ufficiali della stagione 1939-1940.

## Stagione
Per i colori biancorossi piacentini si prospetta una stagione particolarmente difficile. 
Hanno lasciato Piacenza molti calciatori di valore, Libero Pollastri, Luigi Ganelli, Antonio Gemo, Antonio Budini, Giulio Loranzi, Antonio Rossetti ed anche l'allenatore Guglielmo Zanasi. 
Il nuovo allenatore è Antonio Dotti, viene costruita una squadra "in arte povera", indebolita ed inesperta delle dure battaglie della Serie C, di conseguenza il campionato riserva poche soddisfazioni. 
Dopo una fase iniziale tutto sommato positiva, arriva un crollo nella parte centrale del torneo, la sconfitta interna con il Crema chiude una stagione calcistica da dimenticare in fretta. 

## Rosa
| N. |                   | Ruolo | Calciatore         |
| -- | ----------------- | ----- | ------------------ |
|    | Italia (bandiera) | C     | Claudio Baldini    |
|    | Italia (bandiera) | A     | Emilio Barbero     |
|    | Italia (bandiera) | A     | Bruno Besutti      |
|    | Italia (bandiera) | P     | Carlo Borghesio    |
|    | Italia (bandiera) | C     | Alberto Busconi    |
|    | Italia (bandiera) | A     | Giuseppe Cella     |
|    | Italia (bandiera) | C     | Arturo Cipelli     |
|    | Italia (bandiera) | A     | Natale De Carli    |
|    | Italia (bandiera) | D     | Cesare Ghigini     |
|    | Italia (bandiera) | D     | Giovanni Malchiodi |
|    | Italia (bandiera) | D     | Edmondo Mazzocchi  |

| N. |                   | Ruolo | Calciatore                |
| -- | ----------------- | ----- | ------------------------- |
|    | Italia (bandiera) | C     | Enzo Melandri             |
|    | Italia (bandiera) | C     | Giovanni Luciano Molaschi |
|    | Italia (bandiera) | P     | Remo Peroncelli           |
|    | Italia (bandiera) | A     | Ferdinando Pisaroni       |
|    | Italia (bandiera) | D     | Luigi Poggi               |
|    | Italia (bandiera) | C     | Delmo Roda                |
|    | Italia (bandiera) | A     | Sergio Rolleri            |
|    | Italia (bandiera) | C     | Mario Rossi               |
|    | Italia (bandiera) | A     | Pasquale Torre            |
|    | Italia (bandiera) | C     | Mario Vergnano            |
|    | Italia (bandiera) | C     | Pietro Zilocchi           |

## Risultati

### Girone di andata
| Arbitro: | Andreoni (Milano) |

|                                 |           |  |
| Bertoffa 24’ (aut.) Barbero 34’ | Marcatori |  |

| Arbitro: | Gorini (Milano) |

|               |           |  |
| Guagnetti 54’ | Marcatori |  |

| Arbitro: | Calvari (Milano) |

|                                        |           |  |
| Barbero 28’ Cella 30’ Rolleri 63’, 82’ | Marcatori |  |

| Arbitro: | Tarocco (Verona) |

|           |           |  |
| Pozzi 26’ | Marcatori |  |

| Arbitro: | Mastrazzi (Brescia) |

|  |           |              |
|  | Marcatori | 32’ Galbiati |

| Arbitro: | Forni (Trento) |

|                        |           |                                |
| Renica 61’ Colombo 88’ | Marcatori | 8’, 82’ Besutti 20’, 42’ Torre |

| Arbitro: | Bogetti (Torino) |

|                                             |           |                       |
| Torre 8’ Besutti 29’ Melandri 37’ Cella 38’ | Marcatori | 1’ Ziletti 34’ Peroni |

| Arbitro: | Goracci (Firenze) |

|             |           |           |
| Buzzoni 27’ | Marcatori | 82’ Torre |

| Arbitro: | Nocentini (Prato) |

|              |           |  |
| Melandri 32’ | Marcatori |  |

| Arbitro: | Ferorelli (Napoli) |

|           |           |  |
| Maran 30’ | Marcatori |  |

| Arbitro: | D'Agostino (Porto San Giorgio) |

|                              |           |                                          |
| Bianchi 27’ Carelli 43’, 61’ | Marcatori | 54’ (rig.) Vergnano 66’ Besutti 85’ Roda |

| Arbitro: | Bogetti (Torino) |

|             |           |           |
| Barbero 47’ | Marcatori | 90’ Galli |

| Arbitro: | Albanese (Taranto) |

|               |           |  |
| Garavelli 70’ | Marcatori |  |

| Arbitro: | Rabitti (Genova) |

|                       |           |                     |
| Besutti 69’ Cella 75’ | Marcatori | 81’ (rig.) Frattini |

| Arbitro: | Milanone Ridor (Biella) |

|             |           |  |
| Biasini 29’ | Marcatori |  |

### Girone di ritorno
| Arbitro: | De Benedictis (Padova) |

|               |           |  |
| Faggiotto 68’ | Marcatori |  |

| Arbitro: | Neri (Vicenza) |

|  |           |                   |
|  | Marcatori | 31’ (rig.) Sichel |

| Arbitro: | Moradei (Trieste) |

|             |           |           |
| Bulloni 66’ | Marcatori | 75’ Torre |

| Arbitro: | Fantozzi (Pontedera) |

|                  |           |  |
| Besutti 38’, 84’ | Marcatori |  |

| Arbitro: | Forni (Trento) |

|                         |           |  |
| Rossetti 40’ Sacchi 80’ | Marcatori |  |

| Arbitro: | Canavesio (Torino) |

|           |           |             |
| Cella 77’ | Marcatori | 89’ Colombi |

| Arbitro: | Matucci (Seregno) |

|           |           |  |
| Lechi 90’ | Marcatori |  |

| Arbitro: | Carpani (Milano) |

|              |           |                       |
| De Carli 39’ | Marcatori | 58’ (rig.) De Manzano |

| Arbitro: | Leiter (Fiume) |

|  |           |                  |
|  | Marcatori | 71’, 84’ Barbero |

| Arbitro: | Limido (Milano) |

|                       |           |                                |
| De Carli 54’ Roda 77’ | Marcatori | 10’ Maran 76’, 87’ De Stefanis |

| Arbitro: | Poggiollini (Ferrara) |

|                          |           |  |
| De Carli 25’ Ghigini 50’ | Marcatori |  |

| Arbitro: | Bernardi (Bologna) |

|                                                        |           |                       |
| Bianchi 6’ Premoli 20’ Scolari 57’, 69’ Galli 66’, 81’ | Marcatori | 25’ Barbero 79’ Cella |

| Arbitro: | Garotta (Milano) |

|  |           |                                        |
|  | Marcatori | 35’ Garavelli 56’, 86’ Vigo 77’ Biçaku |

| Arbitro: | Rinaldi (Saronno) |

|                                 |           |                      |
| Frattini 11’ Mantovani 34’, 57’ | Marcatori | 87’ (rig.) Mazzocchi |

| Arbitro: | Bernardi (Bologna) |

|  |           |           |
|  | Marcatori | 48’ Marin |